# Виноградов, Аскольд Иванович
Аско́льд Ива́нович Виногра́дов (1929 — 31 декабря 2005) — советский и российский математик, специалист в области теории чисел, лауреат премии имени И. М. Виноградова (1998). Наиболее известен тем, что доказал теорему Бомбиери — Виноградова.

## Награды
Премия имени И. М. Виноградова (1998) — за работу «О плотностной гипотезе для L-рядов Дирихле».